# Ermita de San Lázaro (Trujillo)
La ermita de San Lázaro es una ermita del siglo XV ubicada en la ciudad española de Trujillo, en la provincia de Cáceres.
El templo fue construido en 1498 fuera del casco urbano para albergar un lazareto. Con el tiempo, el edificio se convirtió en un oratorio dedicado al Cristo de la Salud, considerado patrón de la ciudad junto a la Virgen de la Victoria. Depende eclesiásticamente de la parroquia de San Martín y alberga anualmente en mayo la festividad tradicional de la "Puja de San Lázaro".

## Localización
Se ubica en el extremo meridional del casco urbano, junto al trazado de la antigua carretera nacional N-5, actual vía secundaria de la Autovía del Suroeste. Junto a la ermita se ubica el cruce de esta carretera con la avenida de Miajadas, que une la N-5 con la N-521, estando en el otro extremo de la avenida la casa consistorial de la ciudad. Al norte y al sur de la ermita salen de la N-5 hacia el este dos calles llamadas "Calleja del Caño de San Lázaro" y "Ronda de San Lázaro", que dan acceso al parque de San Lázaro, un espacio verde creado en torno a un estanque que tiene en su parte septentrional un campo de fútbol.
En el momento de su construcción a finales del siglo XV, era una ermita de campo, ya que la ciudad solamente alcanzaba entonces hasta la actual carretera N-521. El estanque que dio lugar al actual parque de San Lázaro era en aquella época un lavadero público. La ermita de San Lázaro se ubicaba en la salida del camino a la ermita de la Virgen de la Coronada: la procesión de la romería a la Coronada, que dejó de celebrarse en el siglo XVII, bajaba desde la ciudad hacia San Lázaro pasando por el hospital del Espíritu Santo, quedándose los beneficiados y capellanes mayores en San Lázaro mientras los romeros seguían su camino hacia la ermita de la Coronada. El entorno de la ermita de San Lázaro comenzó a urbanizarse en la segunda mitad del siglo XIX.

## Historia
La ermita fue construida en 1498 para albergar a la "Cofradía de San Lázaro y de San Blas", una cofradía que existía con anterioridad al propio edificio y cuya membresía estuvo sometida a estatutos de limpieza de sangre. El lugar elegido, situado entonces fuera de la ciudad, se debía a que el edificio fue construido como lazareto para evitar que los enfermos de peste tuvieran que albergarse en los hospitales de la ciudad.
La cofradía tenía tierras con las que financiaba el funcionamiento del edificio, como lazareto y como ermita, pero también existía el apoyo de familias nobles. Los principales patronos de la ermita fueron la familia Paredes-Tapia y los condes de Canilleros. En 1630, mediante un contrato con la cofradía se declaró permanentemente patrón del edificio a Luis de Tapia y Paredes y sus descendientes por mayorazgo, obligándose esta familia noble a llevar a cabo las reparaciones que necesitase el edificio; este patronazgo fue reconocido en una bula de Urbano VIII en 1631.
La ermita cayó en declive a partir de 1827, cuando se fueron de la ciudad los últimos nobles que la sostenían económicamente, quedando el edificio en manos de la devoción popular. La situación se agravó en 1855, cuando la desamortización de Madoz llevó a la enajenación de las fincas que en los siglos anteriores habían sostenido el lazareto. El resultado de la falta de financiación fue el total abandono del edificio, hasta el punto de que a mediados del siglo XIX el Ayuntamiento de Trujillo llevaba a cabo trámites para destinar las baldosas de la ermita al "Portal del Paño" de la Plaza Mayor.
Desde finales del siglo XIX, numerosos vecinos de la ciudad contribuyeron a mantener la ermita en pie y en uso, aunque ahora solamente como oratorio y no como lazareto. En 1884 se construyó la espadaña, en 1907 el sagrario y el manifestador, en 1911 un entarimado, en 1927 el retablo y dos ventanas, en 1945 la lámpara de hierro de la bóveda y en 1950 el piso de cantería. Entre 1927 y 1982 se llevaron a cabo varias restauraciones de los frescos de la bóveda del transepto. En 1949, el Ayuntamiento de Trujillo creó un jardín entre la carretera y el atrio de la ermita. En 2014 se restauraron las campanas de la ermita.

## Descripción
El edificio es una obra de mampostería, estructurado en una sola nave de planta rectangular cuyos tres tramos se separan por arcos diafragmáticos que tienden a ser ojivales, a la cual se suma un ábside parcialmente ochavado de menor amplitud, separado de la nave por un arco de medio punto. Una verja protege el transepto. La cubierta, que data del siglo XVII, es de bóveda de cañón con lunetas. Se accede al templo por su imafronte, formado por un atrio y un pórtico, separados por un gran arco rebajado sobre el cual destacan las armas en relieve de la familia noble Paredes-Tapia; dentro del pórtico, la portada es de arco conopial. La espadaña se ubica junto al pórtico en el lado del Evangelio.
Su principal bien mueble es un retablo de principios del siglo XX que alberga el Cristo de la Salud, imagen de Cristo crucificado del siglo XVI. A ambos lados del retablo hay hornacinas, que albergan imágenes del siglo XVIII de Nuestra Señora del Buen Fin y de Lázaro con el perro del epulón. En la sacristía hay un cuadro exvoto de 1872 que representa al trujillano Francisco del Rosal cayéndose desde lo alto del castillo de la ciudad; este trujillano lo donó a la ermita al considerar que se salvó gracias al Cristo de la Salud. En la decoración también destacan los frescos de la bóveda del ábside.
En el centro del jardín que hay frente a la ermita se conserva una cruz de piedra, formada por una columna en cuya basa hay tres círculos escalonados, apoyándose la cruz en un capitel de acanto y volutas. La cruz conserva en mal estado un relieve de Cristo yacente. Históricamente esta cruz unía la ermita con un calvario que se ubicaba en la actual calle de las Cruces.

## Uso actual
Tras la clausura del lazareto con la caída del Antiguo Régimen, la ermita ha pasado a ser principalmente un lugar de culto al Cristo de la Salud, considerado patrón de Trujillo junto a la Virgen de la Victoria. El culto a esta imagen deriva de las rogativas contra la sequía. Desde el siglo XIV, los trujillanos sacaban en procesión para pedir agua al Cristo de las Aguas de la iglesia de Santiago, pero en 1767 era tan grande la sequía que decidieron procesionar al Cristo de la Salud desde esta ermita hasta la iglesia de San Martín, llegando la lluvia al día siguiente.
La ermita depende eclesiásticamente de la parroquia de San Martín y alberga una misa semanal cada viernes. En el mantenimiento de la ermita colabora desde 1903 la misma familia de ermitaños, conocidos en la ciudad como los santeros, de forma continuada durante más de un siglo. La festividad principal que alberga es una novena al Cristo de la Salud a finales de abril y principios de mayo; esta novena finaliza anualmente desde 1860 con una tradición conocida como la "puja de San Lázaro", en la cual los vecinos donan diversos productos para que sean subastados y así contribuir al mantenimiento del edificio.
Las normas subsidiarias urbanísticas del municipio protegen la ermita como monumento de relevancia local, con un nivel de protección urbanística estructural. El escudo de armas de los Paredes-Tapia ubicado en su imafronte y la cruz del jardín vecino están protegidos como bien de interés cultural por la declaración genérica de la disposición adicional segunda de la Ley de Patrimonio Histórico y Cultural de Extremadura.